# 太军
太君，又作太军，是抗战时期日本人所使用的“大兵中国话”中（日语： taijin）的音译对应词，指长官。
这个称呼后来演变成为对日军的一种指代。这样，这个词既可以指代日军军官，也可被用来称呼伪军军官，有时也用来称呼日本士兵。在特殊情况甚至可以称呼其他专业人士。
关于“太君”这个词义的由来，尚未有发现官方辞书记载。林思云认为可能的词源是日语的“大君”（Taikun）或“大人”（Taijin），“大”字在日语有时读若“太”，因此中国民众可能将其误作“太君”。其引入英语成为tycoon（可参考《美国传统词典》American Heritage Dictionary）。
“大君（tycoon）”是日本幕府将军对外国人的自称。历史上“大君”曾指代日本国的君主“大君”一词来源于《易经》。
另一个关联词汇是“鬼子”，以及“日本鬼子”。

## 网络用语
如今，太君一词被部分日本文化爱好者用来戏谑地称呼日本人或日本在住的外国人。因为相比外国人，日本人及在日外国人因为掌握日语及所在地优势，能够更早也更容易地获取最新的日本文化资讯及产品。譬如最新发售的漫画杂志、CD、模型以及电子产品等。